# ВК Дебрецин
ВК Дебрецин (мађ. Debreceni Vízilabda Sportegyesüle, скраћено DVSE) је мађарски ватерполо клуб из истоименог места.

## Историја
Основан је 2006. године, a после неколико година, када је у клуб почело све више да се улаже, брзо је напредовао. У Другу мађарску лигу пласирао се 2010, али овај ранг такмичења је прескочио, јер је по специјалној позивници Ватерполо савеза Мађарске промовисан у прволигаша. Од тада се такмичи у Првој мађарској лиги. Најзначајнији међународни резултат Дебрецин је постигао 2013. пласманом у полуфинале Купа Европе, у коме је елиминисан од каснијег победника крагујевачког Радничког.
У сезони 2013/2014. за Дебрецин игра српски репрезентативац Бранислав Митровић, као и двојица чланова репрезентације Црне Горе Саша Мишић, који је попут Митровића дошао 2011, и Предраг Јокић, од 2013.